# Gertrude Ederle
Gertrude Caroline Ederle (ur. 23 października 1905 w Nowym Jorku, zm. 30 listopada 2003 w Wyckoff) – amerykańska pływaczka. W 1926 roku jako pierwsza kobieta na świecie przepłynęła wpław kanał La Manche. Trzykrotna medalistka olimpijska z Paryża 1924.

## Życiorys
Gertrude Ederle była córką niemieckich imigrantów. Jej ojciec, Henry, prowadził sklep rzeźniczy na Manhattanie. Gertrude Ederle urodziła się w Nowym Jorku jako trzecie dziecko z sześciorga rodzeństwa. Ojciec nauczył ją pływać w Highlands, gdzie rodzina miała swój domek letniskowy. W pobliżu płynęła rzeka Shrewsbury, w której Ederle spędzała mnóstwo czasu.

## Igrzyska olimpijskie
Ederle trenowała pływanie w Women's Swimming Association (WSA), które wypromowało między innymi takie zawodniczki jak: Ethelda Bleibtrey, Charlotte Boyle, Helen Wainwright, Aileen Riggin, Eleanor Holm i Esther Williams. Roczna składka w wysokości 3 dolarów pozwalała jej pływać na maleńkim krytym manhattańskim basenie. 
Jedną z zalet przynależności do WSA była możliwość pływania w innowacyjnych na owe czasy strojach kąpielowych, które umożliwiały kobietom łatwiejsze poruszanie się w wodzie. Ponadto nowy styl pływacki, zwany kraulem, został wynaleziony właśnie przez L. De B. Handley z WSA.
Trudy dołączyła do klubu, gdy miała trzynaście lat. Od tej pory zaczęła pobijać i ustanawiać więcej rekordów niż jakakolwiek inna kobieta na świecie.
Na Letnich Igrzyskach Olimpijskich 1924 zdobyła złoty medal, jako uczestniczka sztafety pływackiej 4 × 100 m stylem dowolnym, oraz brązowe medale za uzyskanie trzeciego miejsca w konkurencjach 100 m oraz 400 m stylem dowolnym.
Gertrude Ederle była faworytką do złotego medalu we wszystkich trzech kategoriach, dlatego później powiedziała, że zdobycie dwóch brązowych medali zamiast złota było jej największym rozczarowaniem w karierze. Nadal jednak była dumna z przynależności do amerykańskiej drużyny, która przywiozła z Paryża 99 medali. Ten zespół tworzyli między innymi Johnny Weissmuller, Benjamin Spock, Helen Wills oraz William DeHart Hubbard.

## Kanał La Manche

### Próba z 1925
Women's Swimming Association sponsorowało dla Helen Wainwright i Trudy Ederle próbę przepłynięcia kanału La Manche. W ostatniej chwili Helen Wainwright wycofała się z powodu kontuzji; Ederle uznała, że pomimo tego pojedzie do Francji sama. Trenowała z Jabezem Wolffe – pływakiem, który 22 razy próbował przepłynąć kanał La Manche, jednak współpraca nie układała się najlepiej. Podczas pierwszej próby przepłynięcia kanału, 18 sierpnia 1925 roku, doszło do konfliktu. Ederle została zdyskwalifikowana, gdy Wolffe zarządził, aby inna pływaczka – Ishak Helmy (która dotrzymywała Trudy Ederle towarzystwa w wodzie) – wyjęła ją z wody. Według zeznań Ederle oraz innych naocznych świadków Gertrude Ederle nie topiła się, a jedynie odpoczywała na wodzie, unosząc się na niej twarzą w dół.

### Próba z 1926
Kolejna próba przepłynięcia kanału odbyła się 6 sierpnia 1926. Tym razem trenerem Ederle był Tom Burgess – drugi pływak, któremu udało się przepłynąć kanał (w czasie 14 próby). 
Woda miała temperaturę 16 °C, więc Gertrude Ederle została pokryta grubą warstwą lanoliny, wazeliny, oliwy z oliwek i smalcu. Miało to zapobiec wychłodzeniu organizmu i poparzeniom przez meduzy.
Próba rozpoczęła się we Francji na przylądku Cap Gris o 7:08 rano, a zakończyła się o 21:40 w Kingsdown w Anglii. Ederle płynęła przez 14 godzin i 39 minut i tym samym ustanowiła nowy rekord (bez podziału na płcie). Pokonała kanał jako pierwsza kobieta na świecie, a przed nią dokonało tego tylko pięciu mężczyzn. Ustanowiony przez Gertrude Ederle rekord był aktualny do 1950 roku, kiedy to Florence May Chadwick przepłynęła kanał w 13 godzin i 20 minut.
Prawdopodobnie do ustanowienia rekordu przez Ederle przyczynił się styl pływacki – panowie płynęli żabką, a Ederle kraulem.
Zgodnie z późniejszymi szacunkami Gertrude Ederle przepłynęła 56 km z powodu znoszenia przez wiatr i prądy.
Po powrocie Ederle do domu na jej cześć odbyła się w Nowym Jorku wielka parada. Ponad dwa miliony osób przyszło, by ją zobaczyć. Następnie zagrała samą siebie w filmie Swim Girl, Swim. Spotkała się z prezydentem Coolidgem; na jej cześć ułożono także piosenkę. Jej manager, Dudley Field Malone, nie był w stanie wykorzystać jej sławy, więc w ślad za nią nie szły pieniądze. Również wielki kryzys zmniejszył jej zarobki.

## Głuchota i dalsze życie
Upadek Ederle ze schodów w jej własnym apartamencie w 1933 roku spowodował skręcenie kręgosłupa oraz przykucie do łóżka na kilka lat. Do roku 1939 odzyskała sprawność na tyle, by móc pojawić się na Wystawie Światowej.
W 1965 roku została uhonorowana członkostwem w International Swimming Hall of Fame.
Z powodu powikłań po odrze Gertrude Ederle od dzieciństwa miała kłopoty ze słuchem, które się nasilały z wiekiem. W latach 40. XX wieku stała się całkiem głucha. Zajmowała się wówczas nauką pływania niesłyszących dzieci.
Gertrude Ederle nigdy nie wyszła za mąż. Zmarła w wieku 98 lat. Została pochowana na cmentarzu Woodlawn Cemetery w Nowym Jorku.